# Fumel
Fumel é uma comuna francesa na região administrativa da Nova Aquitânia, no departamento Lot-et-Garonne. Estende-se por uma área de 22,62 km². Em 2010 a comuna tinha 4 893 habitantes (densidade: 216,3 hab./km²).